# Suhmata
Suhmata eller سحماتا var en palestinsk by 25km nordöst från Acre. Den avfolkades av Golanibrigaden i och med stridigheterna 1948.
I byn fanns rester från en bysantinsk kyrka och en begravningsplats från Romarriket.
 Suhmata bestod av en i huvudsak kristen befolkning fram till persernas invasion av Palestina 614-627 e.Kr.  och antagligen fortsatte en stor andel vara kristna även efter det. Dhaher el-Omar lät under andra halvan av 1700-talet restaurera lämningarna av en borg från korsriddarnas tid.
Sent 1800-tal var Suhmata en by byggd i sten belägen på en ås och i en dal. De 400 invånarna livnärde sig på att odla fikon och oliver.
Under senare delen av det Osmanska väldet grundades en grundskola för pojkar och under Brittiska Palestinamandatet grundades en jordbruksskola. Dessa skolor tillsammans med en moské, en kyrka och två bassänger för bevattning utgjorde tillsammans med 288 hus byggnationen i byn när den var föremål för den judiska invasionen i och med Israels grundande.
Över 70% av marken i byn var stenig och ej odlingsbar, täckt med ek och vildpäron. Den kultiverade marken utgjordes av bland annat tobaks-, majs-, vete- och grönsaksodlingar. Tobaken från Suhmata hade rykte om sig att vara av god kvalitet. 1944/45 bestod 3290 dunam av spannmålsodlingar. 1901 dunam bestod av fruktodlingar.
Under israeliska Golanibrigadens attack på byn flydde dess invånare och byn lämnades i ruiner. Judiska nationalfonden som senare kom att bli en Israelisk myndighet ändrade byns namn till Hosen, vilket betyder "styrka" på hebreiska. Historikern Meron Benvenisti menar att man valde namnet då det inte finns någon judisk koppling till byn.
De överlevande palestinska flyktingarna från Suhmata och dess avkomma utgör idag 8050 personer. Några av dem bildade 1993 en kommitté som verkar för byns återuppbyggnad och arrangerar återbesök för dess f.d. invånare med familjer.
Byns öde har senare blivit föremål för en teaterpjäs av Hanna Eady.